# Saint-Christophe-et-le-Laris
 Saint-Christophe-et-le-Laris  là một xã thuộc tỉnh Drôme trong vùng Rhône-Alpes ở đông nam nước Pháp. Xã Saint-Christophe-et-le-Laris nằm ở khu vực có độ cao 350 mét trên mực nước biển.